# Никон Сицилийский
Ни́кон Сицили́йский (убит в 251 году) — епископ, преподобномученик. Память в Православной церкви 23 марта (5 апреля).

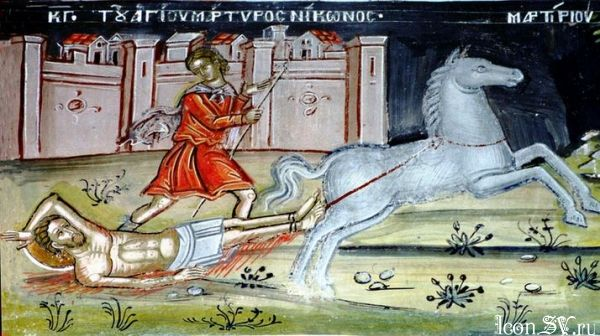
Мучение святого преподобномученика Никона Сицилийского, епископа

## Биография по житию
Никон родился и провёл детство в Неаполе, в знатной семье. Отец его — язычник эллин — воспитывал сына в идолопоклонстве, мать же его была христианка и воспитывала его соответственно. Когда Никон вырос, он стал воином.
В одном кровопролитном сражении Никон находился в крайней опасности. Вспомнив наставления матери и оградив себя крестным знамением, он обратился ко Христу как к Богу. После этого он почувствовал в себе необыкновенную храбрость, копьём перебил множество неприятельских воинов, а прочих обратил в бегство. Вернувшись домой, Никон решил креститься. Пообещав матери, чувствовавшей приближение смерти, вернуться к ней, чтобы похоронить, Никон отправился искать священника, который бы его крестил, что в то время было трудно из-за гонений на христиан.
После долгих поисков вдали от родины ему повстречался Феодосий, епископ Кизический, который крестил его и постриг во иноческий образ. Смирением, кротостью, усердием, любовью и другими монашескими добродетелями и подвигами Никон вызывал удивление братии и Феодосия.
Через три года, по воле Божией, Феодосий почил о Господе, а Никон с иноками на корабле прибыл в Неаполь, где застал в живых мать, которая, увидев его после долгой разлуки в епископском достоинстве, скончалась.
Девятеро его друзей по прежней военной службе, услышав проповеди Никона, последовали за ним и его братией на корабле в Сицилию, к горе Тавроменийской, где и поселились. Место было красиво и уединенно, а земля оказалась удобною для возделывания. Насадив виноградники и плодоносные деревья, они начали жить там. Никон крестил здесь девятерых друзей своих и постриг их в иноческий образ.
Прошло много лет, но гонения на христиан продолжались. Язычники донесли на Никона с братией сицилийскому правителю Квинтиану, который повелел схватить их за то, что не повинуются законам царским и не почитают языческих богов. Никона и его учеников схватили. По дороге Никон укрепил своих учеников, и по прибытии к правителю они твёрдо исповедали себя христианами, после чего правитель, видя их твёрдость, решил сразу казнить всех учеников, чтобы они не увлекли своей верой и твёрдостью других. Никона же оставил для мучений.
Были убиты мечами 199 преподобных учеников Никона. По повелению мучителя тела их были брошены на сожжение.
Получив во сне видение, епископ Никон рассказал об этом своему служке, по имени Херомен, который описал впоследствии его житие и страдание. При этом Никон предсказывал, согласно с видением, скорую лютую смерть Квинтиану. Мучитель повелел привязать Никона к четырём колесницам за руки и ноги, а снизу поджигать его огнём. Никон лежал на раскалённых угольях, как на цветах, воспевая Богу псалом. После многих других пыток правитель приказал отсечь Никону голову. Тело его было оставлено без погребения и брошено на съедение зверям и птицам.
Квинтиан в тот же день, отправившись взять себе имущество святой Агафии, которую замучил незадолго до того, утонул на переправе.
Епископ города Мессины отправился с клиром за телами мучеников и с честью предал их всех погребению, как сказано в житии, «на знаменитом месте».